# Iván Zhegalkin
Iván Ivánovich Zhegalkin (en ruso: Ива́н Ива́нович Жега́лкин; Mtsensk, 3 de agosto de 1869-Moscú, 28 de marzo de 1947) fue un matemático ruso. Es conocido por su formulación del álgebra booleana como la teoría del anillo de enteros mod 2, a través de lo que ahora se conoce como polinomio de Zhegalkin.

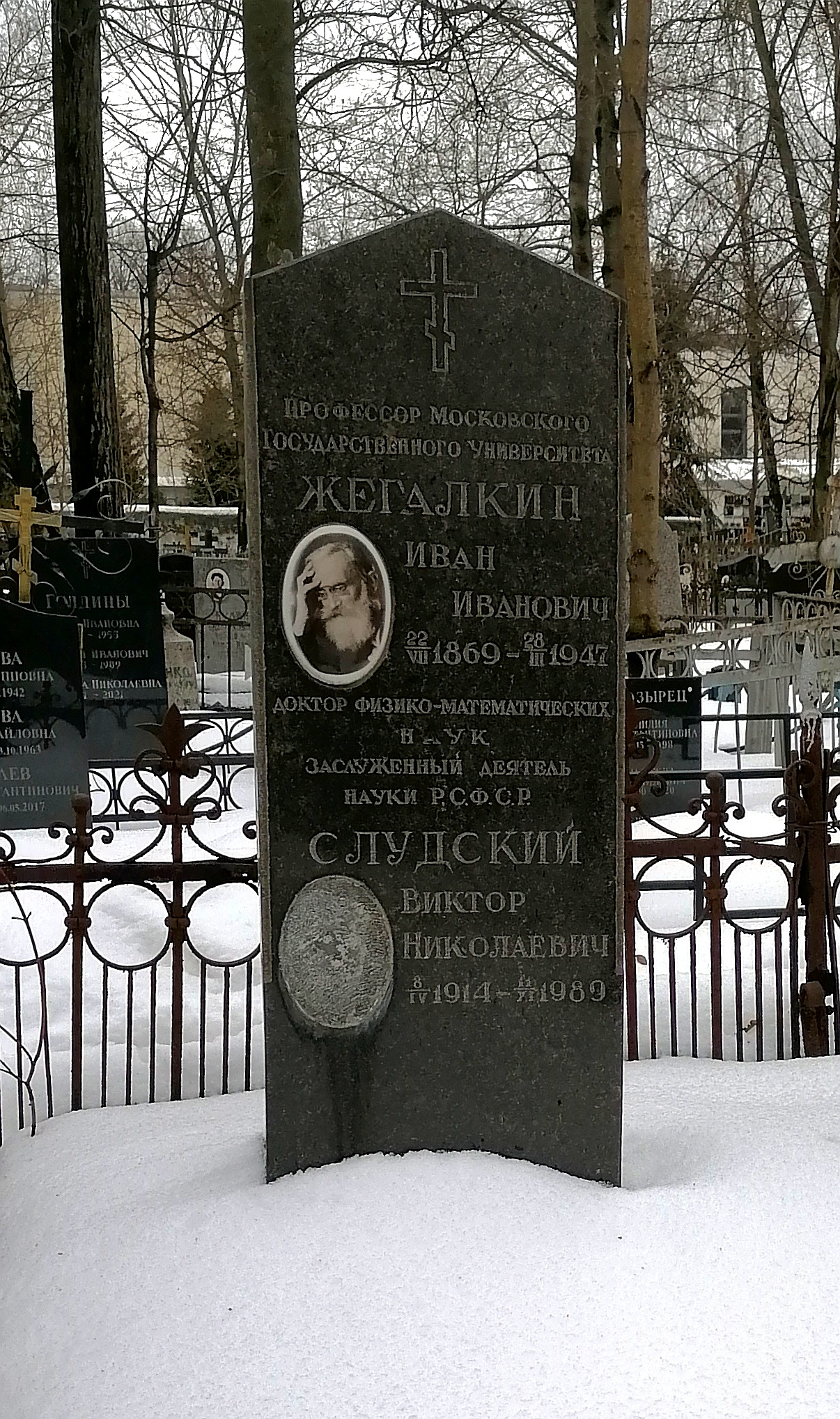

Zhegalkin fue profesor de matemáticas en la Universidad Estatal de Moscú. Ayudó a fundar allí el próspero grupo de lógica matemática , que se convirtió en el Departamento de Lógica Matemática establecido por Sofía Yanóvskaya en 1959. Al recordar sus días de estudiante, Nikolái Luzin recuerda a Zhegalkin como el único profesor al que no temía.